# Papa Hilário
Hilário (em latim: Hilarus ou Hilarius)  (Sardenha, 415 — 28 de fevereiro de 468) foi papa eleito em 19 de novembro de 461.
Lutou pelos direitos da Igreja no Primeiro Concílio de Éfeso. Estabeleceu que para ser sacerdote era necessário possuir uma profunda cultura e que pontífices e bispos não podiam designar seus sucessores. Estabeleceu um vicariato na Espanha e fundou, em Roma, vários conventos para mulheres.
Morreu após um pontificado de seis anos, três meses e dez dias. Foi sepultado na igreja de São Lourenço Fora dos Muros. É venerado como santo a 17 de novembro.